# Смерть Бенито Муссолини
Смерть Бенито Муссолини, свергнутого итальянского фашистского диктатора, произошла 28 апреля 1945 года, в последние дни Второй мировой войны в Европе, когда он был убит без суда итальянским партизаном в маленькой деревне Джулино ди Меццегра. Согласно общепринятой версии, Муссолини застрелил Вальтер Аудизио, партизан-коммунист. Однако после войны обстоятельства смерти Муссолини и личность его палача стали в Италии предметом продолжающихся споров.
В 1940 году Муссолини ввёл свою страну во Вторую мировую войну на стороне нацистской Германии, но вскоре потерпел неудачу. К осени 1943 года он превратился в лидера немецкого марионеточного государства на севере Италии и столкнулся с наступлением западных союзников с юга и все более жестоким внутренним конфликтом с партизанами. 25 апреля он покинул Милан, где базировался, и направился к швейцарской границе. Он и его любовница Клара Петаччи были схвачены 27 апреля местными партизанами недалеко от деревни Донго на озере Комо. Муссолини и Петаччи были убиты на следующий день, за два дня до самоубийства Адольфа Гитлера.
Тела Муссолини и Петаччи были доставлены в Милан и повешены на площади Пьяццале Лорето, где разгневанная толпа получила, тем самым, возможность надругаться над ними. Затем их повесили вверх ногами на металлической балке над бензоколонкой на площади. Первоначально Муссолини был похоронен в безымянной могиле, но в 1946 году его тело было выкопано и украдено сторонниками фашистов. Четыре месяца спустя оно было обнаружено властями, которые затем скрывали его в течение следующих одиннадцати лет. В конце концов, в 1957 году его останки разрешили похоронить в семейном склепе в его родном городе Предаппио. Его могила стала местом паломничества неофашистов, а годовщина его смерти отмечается неофашистскими митингами.
В послевоенные годы «официальная» версия смерти Муссолини подвергалась сомнению в Италии (хотя и не на международном уровне в целом) таким образом, что это привело к сравнению с теориями заговора с целью убийства Джона Ф. Кеннеди. Некоторые журналисты, политики и историки, сомневаясь в правдивости рассказа Аудизио, выдвинули множество теорий и предположений относительно того, как умер Муссолини и кто несёт за это ответственность. В разное время убийцами считались как минимум двенадцать разных людей. В их число входили Луиджи Лонго и Алессандро Пертини, которые впоследствии стали генеральным секретарём Коммунистической партии Италии и президентом Италии соответственно. Некоторые авторы полагают, что смерть Муссолини была частью операции британского спецназа, предполагаемой целью которой было получение компрометирующих «секретных соглашений» и переписки с Уинстоном Черчиллем, которые Муссолини якобы имел при себе, когда был схвачен. Однако «официальное» объяснение, согласно которому Аудизио был палачом Муссолини, остаётся наиболее достоверным.

## Предыстория

### Предпосылки

Итальянская Социальная Республика: Зелёное с жёлтым — в декабре 1943, полностью зелёное — в сентябре 1944

Муссолини был фашистским лидером Италии с 1922 года, сначала в качестве премьер-министра, а после захвата им диктаторской власти в 1925 году, получив титул дуче. В июне 1940 года он ввёл страну во Вторую мировую войну на стороне нацистской Германии во главе с Адольфом Гитлером. После вторжения союзников на Сицилию в июле 1943 года Муссолини был свергнут и помещён под арест. В сентябре 1943 года Италия подписала Кассибилское перемирие с союзниками.
Вскоре после перемирия Муссолини был спасён из тюрьмы во время рейда на Гран-Сассо немецким спецназом, и Гитлер назначил его лидером Итальянской Социальной Республики. К 1944 году «Республика Сало», как её стали называть, находилась под угрозой не только со стороны союзников, наступавших с юга, но и внутри страны со стороны итальянских антифашистских партизан.
Медленно пробиваясь по итальянскому полуострову, союзники летом 1944 года взяли Рим, затем Флоренцию, а позже в том же году начали наступление на север Италии. Поскольку наступление весны 1945 года в Италии привело к окончательному краху «Готской линии» немецкой армии в апреле, полное поражение республики Сало и её немецких защитников стало неизбежным.

### 18-27 апреля 1945 г.
18 апреля 1945 года Муссолини покинул Гарньяно, деревню недалеко от Сало, где он проживал, и переехал со всем своим правительством в Милан и обосновался в префектуре города. Целью этого шага, судя по всему, была подготовка к окончательному поражению. Его новое местонахождение позволило бы ему приблизиться к архиепископу Милана кардиналу Шустеру, которого он надеялся использовать в качестве посредника на переговорах с союзниками и партизанами. Кроме того, у него было больше возможностей для побега к швейцарской границе.

### Арест
27 апреля 1945 года группа местных партизан-коммунистов напала на колонну, в которой ехали Муссолини и Петаччи, недалеко от деревни Донго на северо-западном берегу озера Комо, вынудив её остановиться. В состав колонны входил ряд других итальянских фашистских лидеров. Партизаны во главе с Пьером Луиджи Беллини делле Стелле и Урбано Ладзаро на этом этапе признали одного из фашистов, но не Муссолини. Они заставили немцев выдать всех итальянцев в обмен на разрешение немцам продолжить путь. В конце концов Муссолини был обнаружен лежащим в одной из машин колонны. Позже Ладзаро сказал:
Лицо его было похоже на воск, взгляд стеклянный, но какой-то слепой. Я читал полное изнеможение, но не страх... Муссолини казался совершенно безвольным, духовно мертвым.

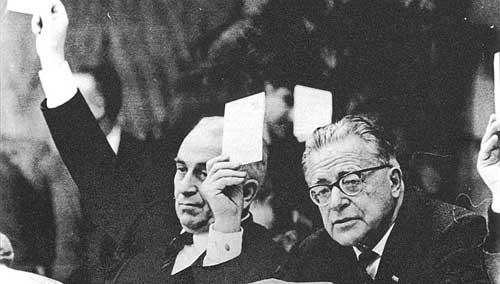
Луиджи Лонго (слева) и Пальмиро Тольятти на съезде Коммунистической партии после войны.

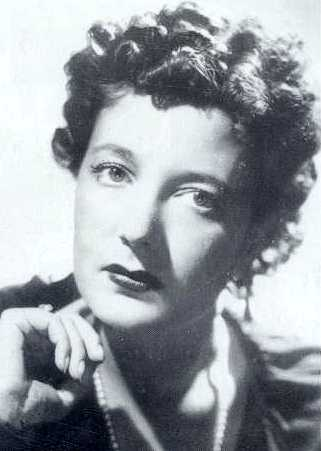
Клара Петаччи

Партизаны арестовали Муссолини и отвезли его в Донго, где он провёл часть ночи в местных казармах. В Донго Муссолини воссоединился с Петаччи, которая попросила присоединиться к нему, около 2:30 ночи 28 апреля. Всего в колонне было обнаружено и арестовано партизанами более пятидесяти фашистских лидеров и членов их семей. Помимо Муссолини и Петаччи, шестнадцать наиболее выдающихся из них будут расстреляны в Донго на следующий день, а ещё десять будут убиты в течение последующих двух ночей.
В районе Донго все ещё продолжались бои. Опасаясь, что Муссолини и Петаччи могут спасти сторонники фашистов, партизаны посреди ночи отвезли их на близлежащую ферму крестьянской семьи по имени Де Мария; они считали, что это будет безопасное место для их содержания. Муссолини и Петаччи провели там остаток ночи и большую часть следующего дня.
В вечер ареста Муссолини Сандро Пертини заявил:
Глава этой группы преступников Муссолини, пожелтевший от злобы и страха и пытавшийся пересечь швейцарскую границу, был арестован. Его необходимо передать народному трибуналу, чтобы он мог быстро его осудить. Мы хотим этого, хотя и думаем, что расстрельный взвод — слишком большая честь для этого человека. Он заслуживает быть убитым, как паршивая собака.

### Приказ к исполнению

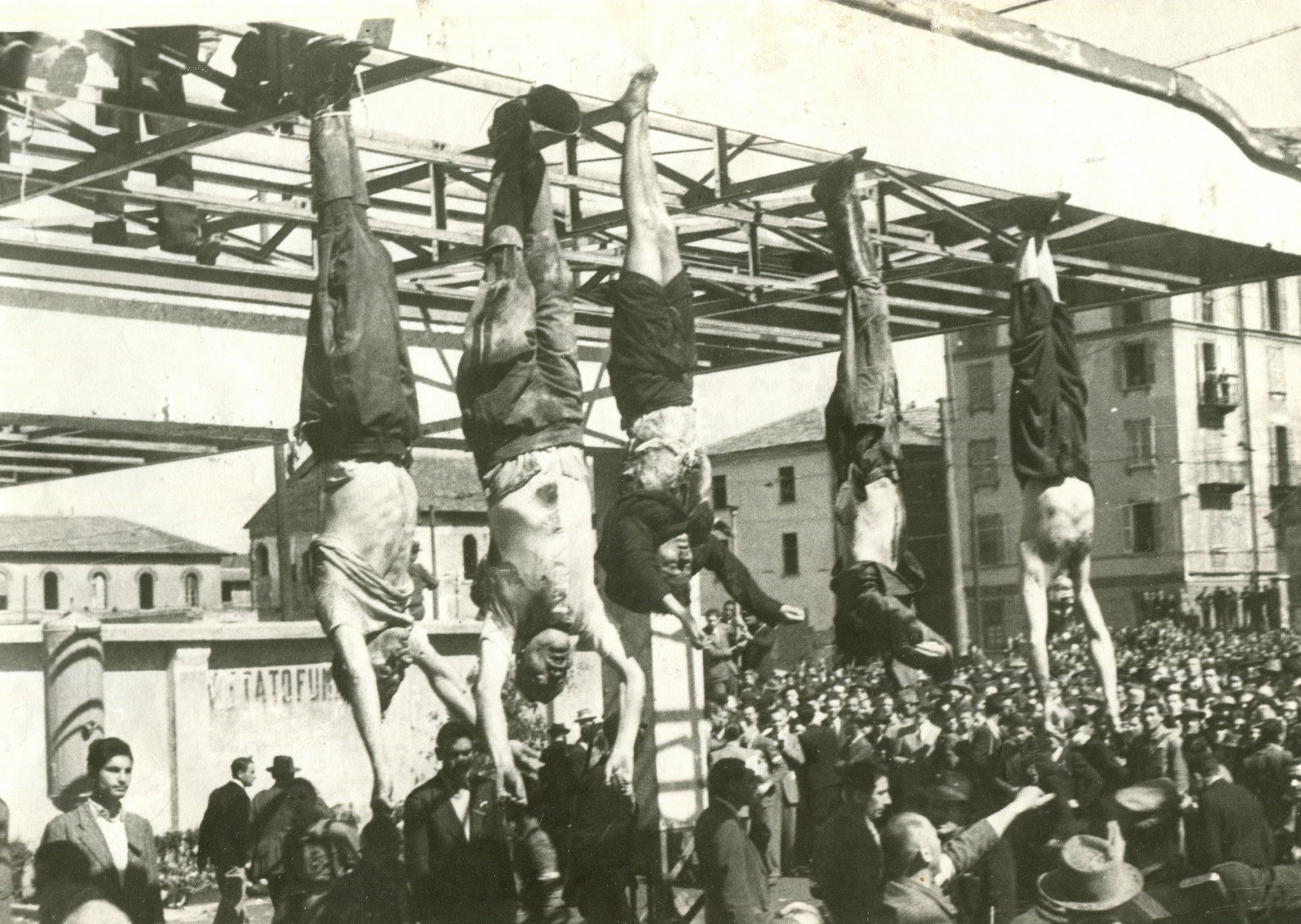
Слева направо: тела Геломини, Муссолини, Петаччи, Паволини и Стараче на площади Лорето, 1945 год

Существуют разные версии того, кто принял решение об убийстве Муссолини. Пальмиро Тольятти, генеральный секретарь Коммунистической партии, заявил, что он приказал убить Муссолини до его ареста. Тольятти сообщил, что сделал это радиосообщением 26 апреля 1945 года со словами:
Чтобы решить, что они (Муссолини и другие фашистские лидеры) должны заплатить своей жизнью, нужно только установить их личность.

Также он заявил, что отдал такой приказ, будучи заместителем премьер-министра правительства Рима и лидером Коммунистической партии. Иваноэ Бономи, позже отрицал, что это было сказано с разрешения или одобрения его правительства.

## Расстрел

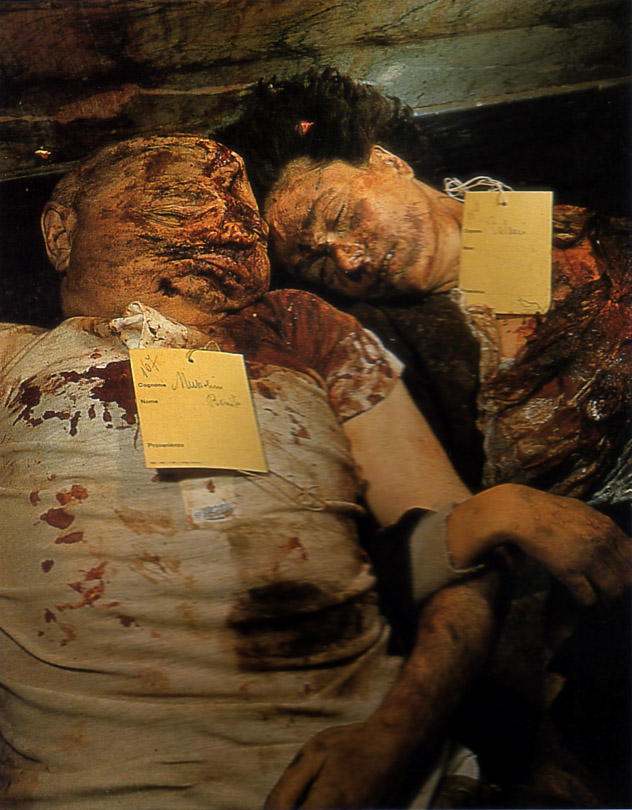
Обезображенный до неузнаваемости труп Муссолини и труп Клары Петаччи в морге

Хотя после войны было выдвинуто несколько противоречивых версий и теорий о том, как умерли Муссолини и Петаччи, рассказ Вальтера Аудизио или, по крайней мере, его основные компоненты остается наиболее достоверным и иногда в Италии его называют «официальной версией».

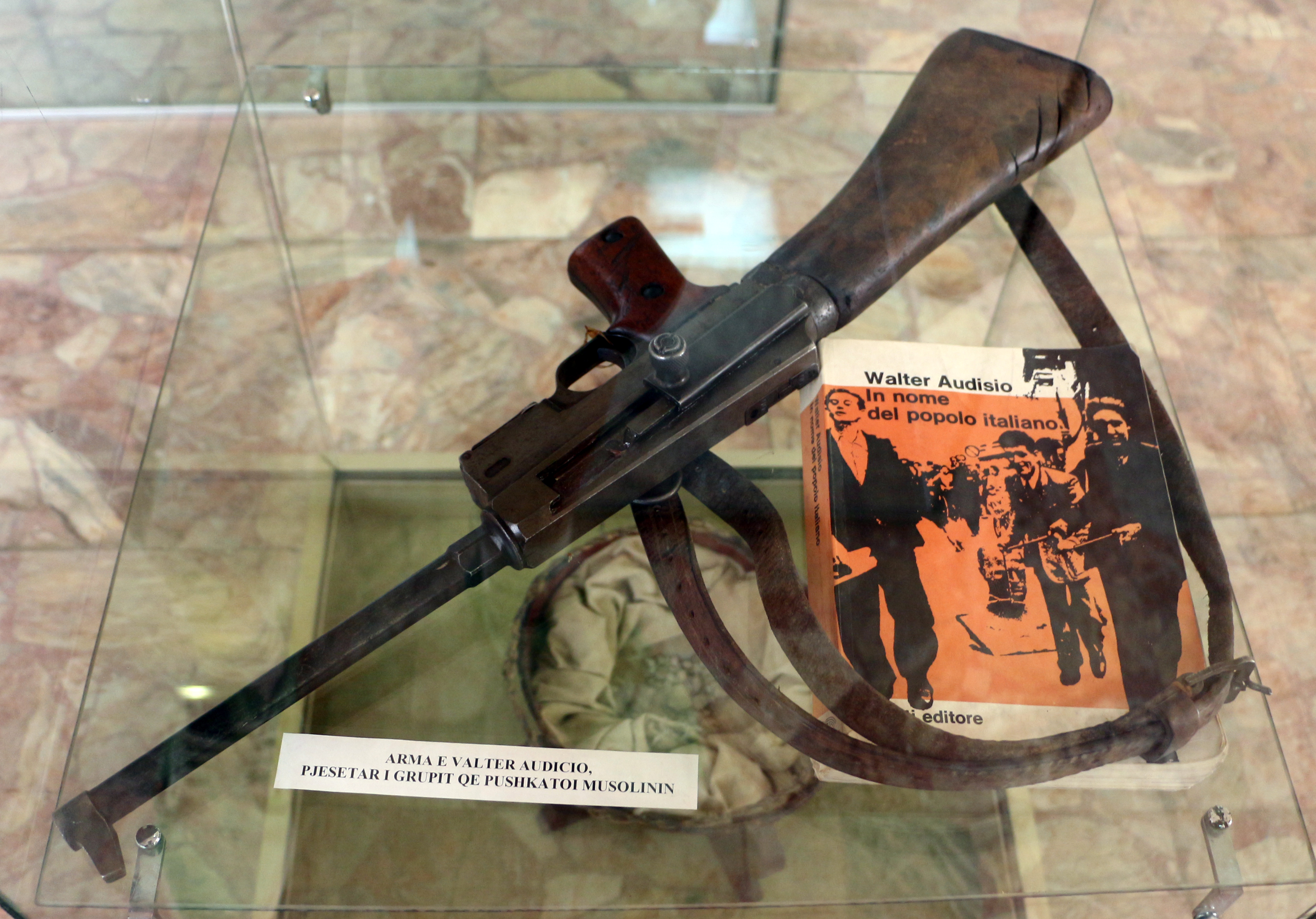
Пистолет-пулемет Моретти MAS-38, которым, как утверждается, были казнены Муссолини и Петаччи

Аудизио и Лампреди выехали из Милана в Донго ранним утром 28 апреля 1945 года, чтобы выполнить приказ, данный Лонго. По прибытии в Донго они встретились с Беллини делле Стелле, местным командиром партизан, чтобы организовать передачу им Муссолини. Во время своей миссии Аудизио использовал псевдоним «полковник Валерио» (итал. Colonnello Valerio). Днем он вместе с другими партизанами, в том числе Альдо Лампреди и Микеле Моретти, поехал на ферму семьи Де Мария, чтобы забрать Муссолини и Петаччи. После того как их забрали, они проехали 20 километров (12 миль) на юг в деревню Джулино-ди-Меццегра. Автомобиль остановился у входа на виллу Бельмонте на узкой дороге, известной как Виа XXIV Маджо, и Муссолини и Петаччи было приказано выйти и встать у стены виллы. В 16:10 Аудизио застрелил их из пистолета-пулемета, позаимствованного у Моретти, так как его собственный пистолет заклинил. В показаниях Лампреди и Аудизио были различия. Аудизио представил Муссолини как трусливого человека непосредственно перед своей смертью, тогда как Лампреди этого не говорил. Аудизио сказал, что зачитал смертный приговор, тогда как Лампреди это пропустил. Лампреди сказал, что последними словами Муссолини были «целься в мое сердце». По словам Аудизио, Муссолини ничего не сказал ни перед казнью, ни во время неё.
Существуют также разногласия с показаниями других участников, в том числе Лаззаро и Беллини делле Стелле. По словам последнего, когда он встретил Аудизио в Донго, тот попросил список пленных фашистов, захваченных накануне, и пометил имена Муссолини и Петаччи для убийства. Беллини делле Стелле сказал, что он спросил Аудизио, почему Петаччи следует убить. Аудизио ответил, что она была советником Муссолини, влияла на его политику и была «такой же ответственной, как и он». По словам Беллини делле Стелле, никаких других обсуждений или формальностей, касающихся решения об их убийстве, не было.